# Kœnigsmacker
Kœnigsmacker [kœniksmakəʁ] est une commune française située dans le département de la Moselle en région Grand Est.

## Géographie
La commune est située dans la vallée de la Moselle (rivière) entre Thionville et Sierck-les-Bains.

## Communes limitrophes
Les communes limitrophes sont  Basse-Ham, Cattenom, Elzange, Malling, Oudrenne et Valmestroff.
| Cattenom    | Malling      | Malling  |
| Basse-Ham   | Kœnigsmacker | Oudrenne |
| Valmestroff | Elzange      | Oudrenne |

### Voies de communication et transports
- Kœnigsmacker est desservie par la Ligne de bus TIM 107 Thionville - Waldweistroff du conseil général de la Moselle avec trois allers/retours.
- Kœnigsmacker est desservi par la ligne 111 Thionville - Budling du conseil général de la Moselle avec deux allers/retours.
- Kœnigsmacker est desservie par la ligne 109 Thionville - Waldwisse du conseil général de la Moselle avec trois allers/retours.
- Kœnigsmacker est desservie par la ligne 112 Thionville - Sierck-les-Bains - Waldwisse du conseil général de la Moselle avec trois allers/retours.
- Kœnigsmacker est desservie par la ligne 113 Thionville - Flastroff du conseil général de la Moselle avec deux allers/retours.
- Kœnigsmacker est desservie par la ligne 2 Apach - Thionville assurée par la SNCF[1] à la suite de la suppression du TER.
- La commune dispose, depuis 1878, de la gare de Kœnigsmacker sur la ligne de Thionville à Apach et Trèves[2].

### Hydrographie
La commune est située dans le bassin versant du Rhin au sein du bassin Rhin-Meuse. Elle est drainée par la Moselle, la Moselle canalisée, le ruisseau le Canner, le ruisseau d'Oudrenne, le ruisseau le Klarweis et le ruisseau le Mirgenbach.
C'est à Kœnigsmacker que la Canner conflue avec la Moselle. La Moselle, d’une longueur totale de 560 kilomètres, dont 315 kilomètres en France, prend sa source dans le massif des Vosges au col de Bussang et se jette dans le Rhin à Coblence en Allemagne.
La Moselle canalisée, d'une longueur totale de 135,2 km, prend sa source dans la commune de Pont-Saint-Vincent et se jette  dans la Moselle sur la commune, après avoir traversé 61 communes.
Le Canner, d'une longueur totale de 29,4 km, prend sa source dans la commune de Vry et se jette  dans la Moselle sur la commune, après avoir traversé onze communes.
Le ruisseau d'Oudrenne, d'une longueur totale de 13,3 km, prend sa source dans la commune de Oudrenne et se jette  dans la Moselle à Malling, après avoir traversé trois communes.

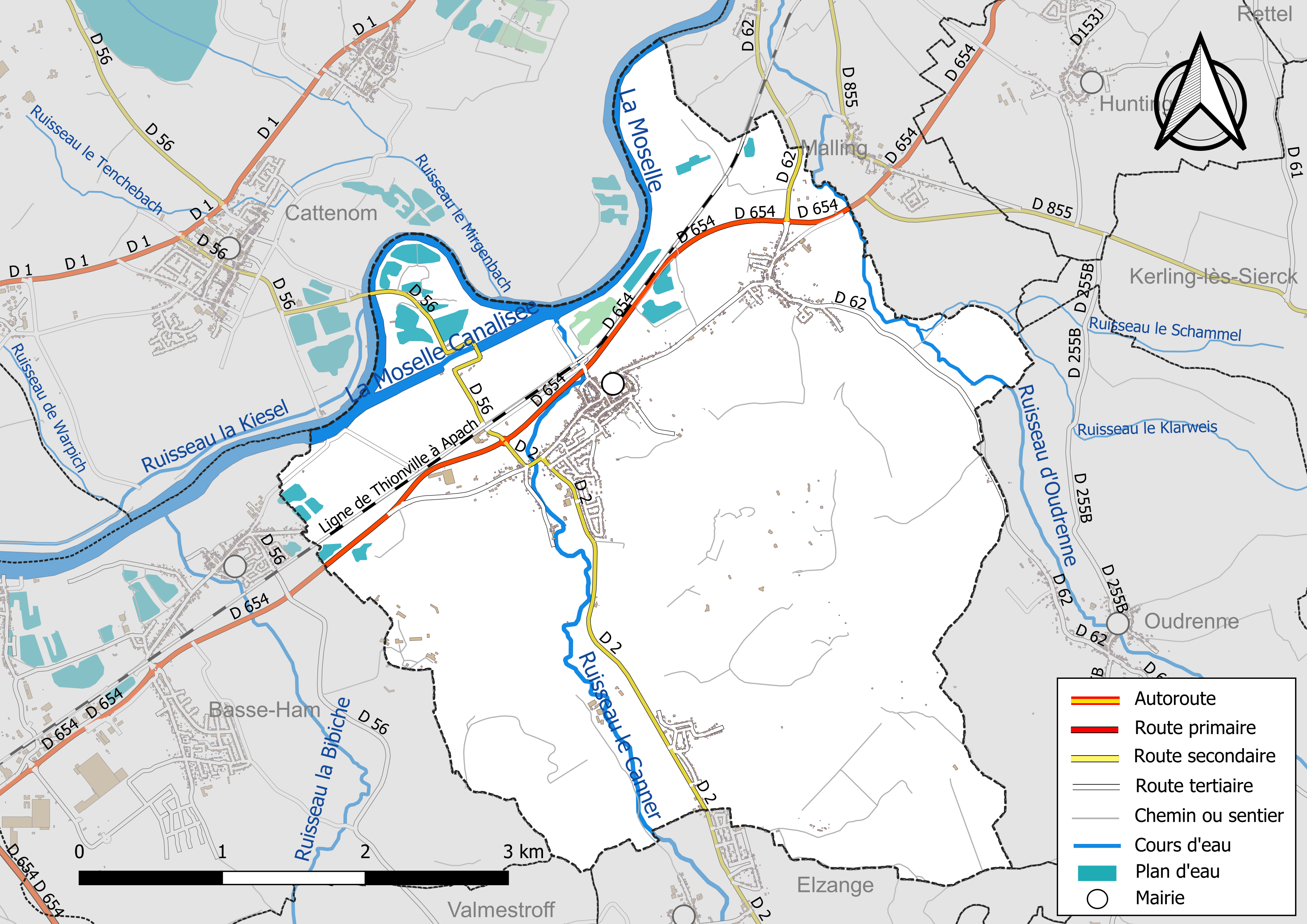
Réseaux hydrographique et routier de Koenigsmacker.

La qualité des eaux des principaux cours d’eau de la commune, notamment de la Moselle, de la Moselle canalisée, du ruisseau le Canner et du ruisseau d'Oudrenne, peut être consultée sur un site dédié géré par les agences de l’eau et l’Agence française pour la biodiversité. Ainsi en 2020, dernière année d'évaluation disponible en 2022, l'état écologique du ruisseau d'Oudrenne était jugé moyen (jaune).

### Climat
Pour des articles plus généraux, voir Climat du Grand Est et Climat de la Moselle.
En 2010, le climat de la commune est de type climat des marges montargnardes, selon une étude du Centre national de la recherche scientifique s'appuyant sur une série de données couvrant la période 1971-2000. En 2020, Météo-France publie une typologie des climats de la France métropolitaine dans laquelle la commune est exposée à un climat semi-continental et est dans la région climatique  Lorraine, plateau de Langres, Morvan, caractérisée par un hiver rude (1,5 °C), des vents modérés et des brouillards fréquents en automne et hiver. 
Pour la période 1971-2000, la température annuelle moyenne est de 9,6 °C, avec une amplitude thermique annuelle de 16,9 °C. Le cumul annuel moyen de précipitations est de 832 mm, avec 12,7 jours de précipitations en janvier et 9 jours en juillet. Pour la période 1991-2020, la température moyenne annuelle observée sur la station météorologique de Météo-France la plus proche, « Malancourt », sur la commune d'Amnéville à 18 km à vol d'oiseau, est de 10,2 °C et le cumul annuel moyen de précipitations est de 884,1 mm. 
La température maximale relevée sur cette station est de 39,3 °C, atteinte le 25 juillet 2019 ; la température minimale est de −17,9 °C, atteinte le 5 janvier 1985,,. 
Les paramètres climatiques de la commune ont été estimés pour le milieu du siècle (2041-2070) selon différents scénarios d'émission de gaz à effet de serre à partir des nouvelles projections climatiques de référence DRIAS-2020. Ils sont consultables sur un site dédié publié par Météo-France en novembre 2022.

## Urbanisme

### Typologie
Au 1er janvier 2024, Kœnigsmacker est catégorisée bourg rural, selon la nouvelle grille communale de densité à sept niveaux définie par l'Insee en 2022.
Elle est située hors unité urbaine. Par ailleurs la commune fait partie de l'aire d'attraction de Luxembourg (partie française), dont elle est une commune de la couronne,. Cette aire, qui regroupe 115 communes, est catégorisée dans les aires de 700 000 habitants ou plus (hors Paris),.

### Occupation des sols

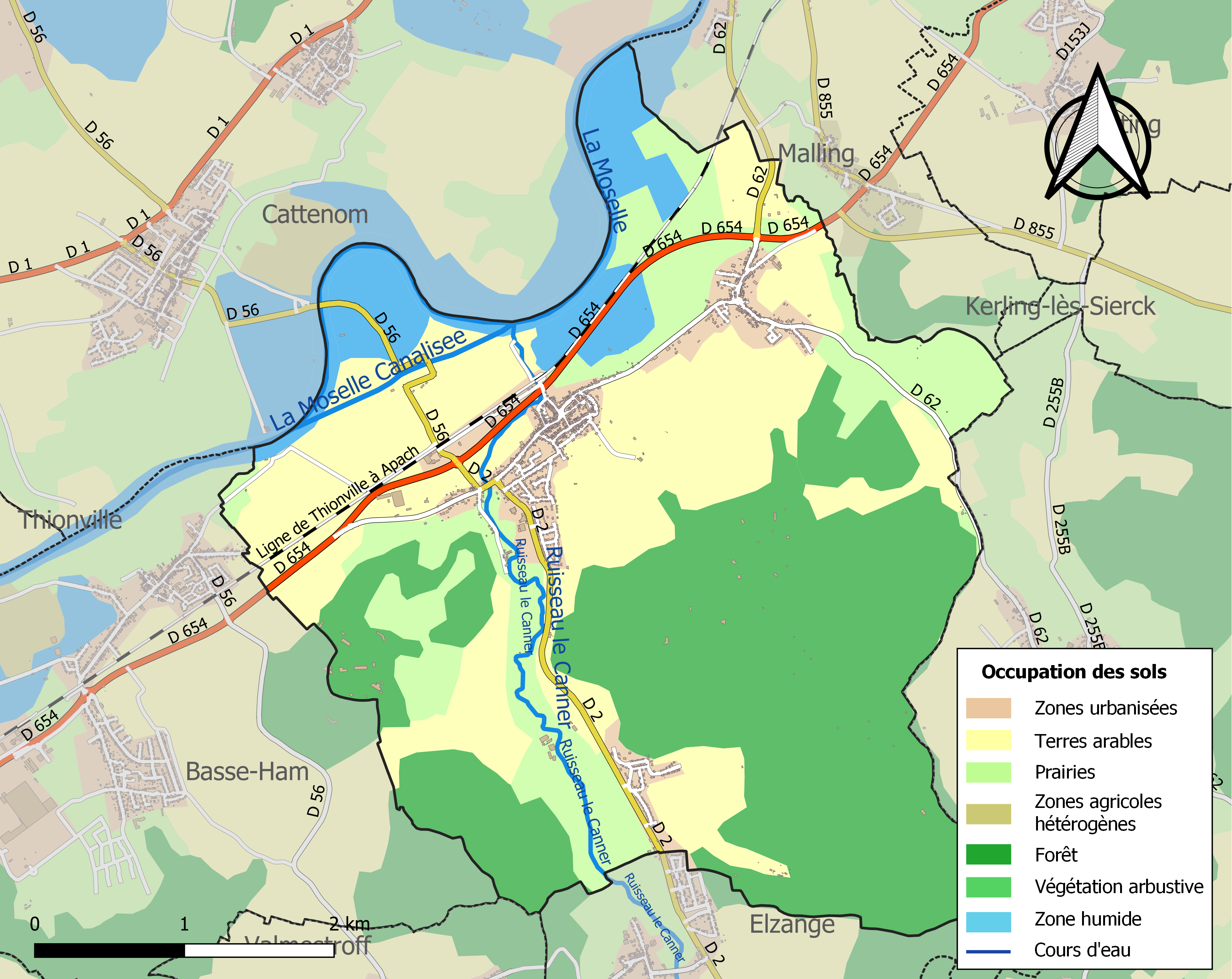
Carte des infrastructures et de l'occupation des sols de la commune en 2018 (CLC).

L'occupation des sols de la commune, telle qu'elle ressort de la base de données européenne d’occupation biophysique des sols Corine Land Cover (CLC), est marquée par l'importance des territoires agricoles (46,1 % en 2018), en diminution par rapport à 1990 (50,6 %). La répartition détaillée en 2018 est la suivante : 
forêts (39,5 %), terres arables (28,1 %), prairies (16,2 %), eaux continentales (7,8 %), zones urbanisées (6,6 %), cultures permanentes (1,9 %).
L'IGN met par ailleurs à disposition un outil en ligne permettant de comparer l’évolution dans le temps de l’occupation des sols de la commune (ou de territoires à des échelles différentes). Plusieurs époques sont accessibles sous forme de cartes ou photos aériennes : la carte de Cassini (XVIIIe siècle), la carte d'état-major (1820-1866) et la période actuelle (1950 à aujourd'hui).

## Toponymie
- En francique lorrain : Kinneksmaacher et Maacher.
- Le lieu est attesté sous les formes[20]:

Curtis Machra (1065) ; Makeren (1222) ; Marmacre (1270) ; Macra (1354) ; Villa de Machre (1370) ; Regia Machera prope Mosellam (1392) ; Konismaker (1392) ; Makre proche Konismaker (1479) ; Regismachra, Regismacra, Regismacher (1544) ; Kœnigsmasheren (1572) ; Kunigsmachren (1574-1581) ; Kœnige Machern, Koing Machern (1594) ; Kœnigsmachere (XVIIe siècle) ; Kunings Macren (XVIIe siècle) ; Kenismacher (1606) ; Macheren le Roy (1632) ; Kainsmacker (1680) ; Kœnismachren (1686) ;  Masheren ou Kœnigsmaschren (1686) ; Conismacquer (1701) ; Cœnigsmacker (1722) ; Koenigsmaker (1793) ; Freymacher (1801, qui signifie Macher libre) ; Königsmachern (1871-1918).
Le premier élément est le mot allemand König, « roi », qui se réfère à Jean l'Aveugle, comte de Luxembourg et roi de Bohême, qui a fortifié le bourg au XIIe siècle.
Le second élément provient du germanique Macheren découlant de "maceries" (= vestiges de murs d'époque gallo-romaine) et qu'on retrouve notamment dans Maizières ou Mazerolle en français.
Une mention de 1065 fait simplement référence à une curtis, c'est-à-dire à une cour domaniale, donc à un établissement rural faisant partie d'un plus vaste domaine dont le centre se trouvait ailleurs.

### Autres lieux
Wolfsberg : Ce lieu-dit à la signification apparente de « Mont du loup » ou « Mont de Wolf ». 
Blosberger : Bloosbrécher en francique lorrain. 
Mewinkel : Meewénkel en francique lorrain.

## Histoire

### Résumé
- Fief des seigneurs de Distroff Luxembourg
- À partir de 1222 jusqu'en 1789, dépendit de l'abbaye Saint-Mathias de Trèves.
- En 1490, Kœnigsmacker était marche d'estaut (justice) entre Metz et Trèves.
- Rattachée à la France après 1662.
- La commune de Metrich fut rattachée à Kœnigsmacker en 1810.

### En détail
Par un diplôme daté de Mayence de l'an 1065, l'empereur Henri IV fit don à l'église de Sainte Marie-Madelaine de Verdun, de sa cour de Machera, in comitatu Conradi et in pago muselgove sita. En 1270, le prévôt, doyen et chapitre de Sainte-Marie-Madelaine, échangèrent avec le consentement de l'empereur Charles IV la propriété de Marmacra avec l'abbaye de Saint-Mathias de Trèves contre la ville d'Étain.
Le roi Jean de Bohême, comte de Luxembourg, fortifia ce lieu nommé alors Macher, dépendant de sa souveraineté, et le fit ceindre de murs. Ce fut de cette circonstance que ce Macher reçut le nom de Kœnigsmacher, à la différence de Grevenmacher ou Macher-le-comte, érigé en ville affranchie et fortifiée par le trisaïeul du roi Jean, le comte Henri II de Luxembourg.
Même après être devenu une place de guerre, Kœnigsmacker n'avait pas cessé d'appartenir à des seigneurs particuliers. Ce fut le duc Wenceslas I, fils du roi Jean de Bohême, qui acquit les droits seigneuriaux avec le haut command seigneurial sur Kœnigsmacker, de la maison de Diestroff, maison issue de celle de Rodemacher. Le duc Wenceslas ayant ainsi réuni toutes les espèces de droits sur cette ville, en fit le siège d'une prévôté, à laquelle il réunit la seigneurie de Busbach et tous les endroits situés autour de Sierck, enclavés dans les terres de Lorraine et d'autres, sur lesquels il exerçait des droits indivis avec les ducs de Lorraine.
En l'an 1626, sous le règne du roi d'Espagne Philippe IV, l'État obéré aliéna par mesure de finance la seigneurie de Kœnigsmacker, à titre d'engagère seulement, pour une somme de quinze mille florins, à Guillaume de Marguille, qualifié seigneur de Hontheim. Cette seigneurie se composait de Kœnigsmacker, Petite-Hettange (en partie) et Metrich (en partie).

### Sidérurgie
La division des hauts fourneaux de Knutange se composait initialement de deux groupes : 
- l’usine de Fontoy avec trois hauts-fourneaux mis à feu en 1902 et 1907 ;
- l’usine de la Paix dite « du Haut » forte de sept hauts-fourneaux mis en route entre 1898 et 1914.

C’est dans les années 1948-1965 que l’usine tourne à plein régime avec, souvent, huit hauts fourneaux à feu. Le HF4 est arrêté en 1955, puis c’est au tour de HF5 en juin 1958. À leurs places cependant, le haut fourneau no 3, dernier-né de l’époque, est rénové produisant ainsi trois fois plus de fonte à lui seul que ses deux aînés réunis. La division de Fontoy est définitivement arrêtée en avril 1971. Un mois plus tard, en mai 1971, le no 3 de la division du Haut est à l’arrêt. Les premières années de la décennie 1970 marque l’arrêt des hauts fourneaux restant.

## Politique et administration
| Période                                  | Période        | Identité                               | Étiquette                | Qualité |
| ---------------------------------------- | -------------- | -------------------------------------- | ------------------------ | --- |
| Les données manquantes sont à compléter. |                |                                        |                          | |
| vers 1834                                | ?              | François Dimoff (1802-?)               |                          | Conseiller d'arrondissement                                                                                 |
| 1858                                     | 1872           | Nicolas Sadeler                        |                          | |
| mars 1977                                | mars 2001      | Robert Weber                           |                          | |
| mars 2001                                | juillet 2009   | Guy-Henri Kleiner                      | app. PRG puis Maj. prés. | Assureur et agent immobilier en retraite                                                                    |
| août 2009                                | septembre 2009 | André Schweitzer (délégation spéciale) |                          | Instituteur                                                                                                 |
| septembre 2009                           | En cours       | Pierre Zenner                          | UDI                      | Retraité Conseiller départemental depuis 2015 Vice-Président de la Communauté de Communes de l'Arc Mosellan |

Le 31 juillet 2009 l'élection de Guy-Henri Kleiner a été invalidée par le Conseil d'État et le conseil municipal a été dissous. Les élections ont eu lieu dimanche 13 septembre 2009 et la Liste d'Union de Pierre Zenner a été élue dès le 1er tour.

## Démographie

### Kœnigsmacker
L'évolution du nombre d'habitants est connue à travers les recensements de la population effectués dans la commune depuis 1793. Pour les communes de moins de 10 000 habitants, une enquête de recensement portant sur toute la population est réalisée tous les cinq ans, les populations de référence des années intermédiaires étant quant à elles estimées par interpolation ou extrapolation. Pour la commune, le premier recensement exhaustif entrant dans le cadre du nouveau dispositif a été réalisé en 2007.

En 2022, la commune comptait 2 242 habitants, en évolution de +0,4 % par rapport à 2016 (Moselle : +0,52 %, France hors Mayotte : +2,11 %).
| 1793 | 1800  | 1806  | 1821  | 1836  | 1841  | 1861  | 1866  | 1871  |
| ---- | ----- | ----- | ----- | ----- | ----- | ----- | ----- | ----- |
| 963  | 1 156 | 1 167 | 1 601 | 1 740 | 1 655 | 1 506 | 1 481 | 1 395 |

| 1875  | 1880  | 1885  | 1890  | 1895  | 1900  | 1905  | 1910  | 1921  |
| ----- | ----- | ----- | ----- | ----- | ----- | ----- | ----- | ----- |
| 1 310 | 1 235 | 1 228 | 1 153 | 1 119 | 1 132 | 1 097 | 1 277 | 1 114 |

| 1926  | 1931  | 1936  | 1946  | 1954  | 1962  | 1968  | 1975  | 1982  |
| ----- | ----- | ----- | ----- | ----- | ----- | ----- | ----- | ----- |
| 1 169 | 1 440 | 1 253 | 1 049 | 1 241 | 1 531 | 1 439 | 1 556 | 1 603 |

| 1990  | 1999  | 2006  | 2007  | 2012  | 2017  | 2022  | - | - |
| ----- | ----- | ----- | ----- | ----- | ----- | ----- | - | - |
| 1 722 | 1 893 | 1 996 | 2 010 | 2 155 | 2 244 | 2 242 | - | - |

## Économie
Mines souterraines d'anhydrite.

## Culture locale et patrimoine

### Sobriquets
Kœnigsmacker : Die Macher Betscheln (les chevreaux de Kœnigsmacker). 
Métrich : Die Schnecken (les escargots), Ce sobriquet s’applique en général à des habitants dont les champs sont peuplés d’escargots et de limaces ou pour les caricaturer.

### Lieux et monuments

#### Édifices civils

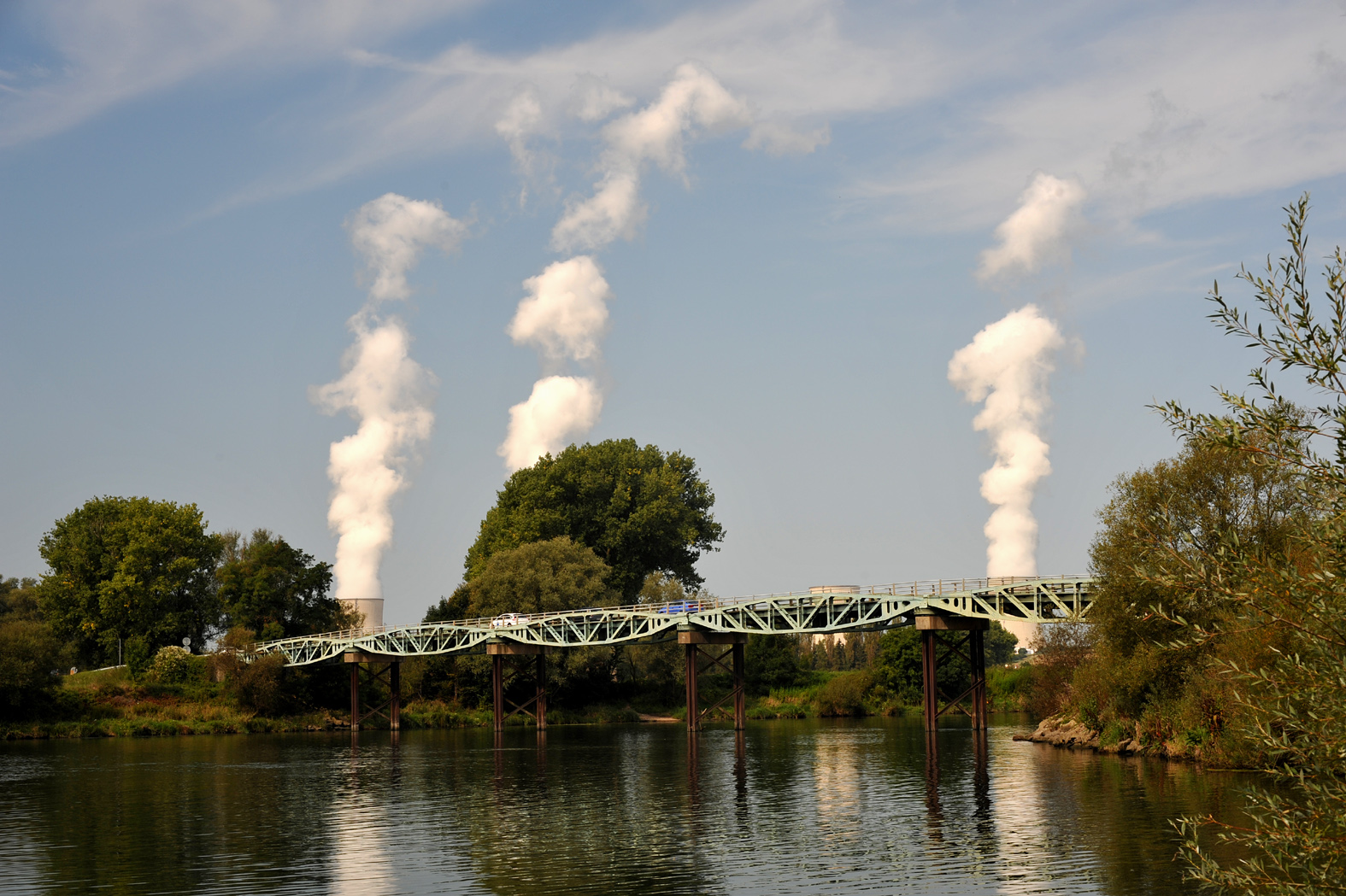
Le pont entre Cattenom et Kœnigsmacker (centrale nucléaire de Cattenom en arrière-plan).

- Passage d'une voie romaine ; vestiges.
- Ancien château XVIIIe siècle de l'abbaye, devenu ferme.
- Le fort de Kœnigsmacker, construction allemande de type "Feste".
- Moulin à blé, plâtrière, construit au XVIIIe siècle ; projet de transformation en moulin à plâtre avec four industriel en 1898, l'existence d'un atelier de fabrication permet de supposer que ce changement d'affectation eut effectivement lieu. Un volant d'entraînement en place dans l'atelier de fabrication et l'aménagement de la charpente constitueraient les seuls vestiges de cette transformation
- Moulin à blé, scierie de Mewinkel, construit en 1742. Moulin à plâtre à la fin du 3e quart du XIXe siècle, logement patronal construit en 1872 (porte la date). Transformé en scierie au début du 1er quart du XXe siècle. Un ouvrage fortifié destiné à contrôler la route Thionville Sierck-les-Bains est établi dans l'atelier de fabrication en 1940. Scie construite en 1908 (porte la date) à Leipzig.
- Le pont entre Cattenom et Kœnigsmacker était formé d’anciennes voies flottantes du port Mulberry d’Arromanches, établi pendant la Seconde Guerre mondiale, après le débarquement de Normandie et réutilisées ici jusqu'en 2019, année d'achèvement du nouveau pont nommé "pont de la Liberté". Une seule voie flottante demeure à proximité du nouvel édifice, près des écluses, afin d'aménager la piste cyclable.
- Le ban de la commune compte de nombreuses constructions de la ligne Maginot, plus de détails sur http://www.bichel-sud.fr/pages/pages.php?title=les-constructions-corf

#### Édifices religieux
- Église paroissiale Saint-Martin, mentionnée en 1065 et reconstruite de 1741 à 1743 avec en remploi dans le mur nord de la nef une tête de Mercure gallo-romaine. Tour clocher construite en 1780 (date portée sur la façade antérieure de la tour). Voûtement et décor stuqué milieu XIXe siècle. Tribune construite en 1873
- Chapelle Saint-Hubert, à Metrich, la chapelle primitive restaurée en 1777 ; reconstruite durant la première moitié du XIXe siècle ; restaurée en 1925 ; restaurée après les bombardements de 1944.
- Ancien couvent du Sacré-Cœur-de-Marie, édifiée durant la seconde moitié du XIXe siècle pour la confrérie du Sacré-Cœur-de-Marie.
- Chapelle Saint-Sébastien-Saint-Roch, mentionnée en 1221 et reconstruite en 1625 (date portée), pour Pierre Klopp, Anne Fensch sa femme et Lucie Klopp sa mère. Armoiries de Pierre Klopp, autel et retable 1628, Christ de pitié 1580, épitaphe et bas-relief 1631.
- Ancienne synagogue, située rue de Thionville, détruite en 1942 et transformée en habitation.
- Chapelle du Sacré-Cœur-de-Marie au cimetière.

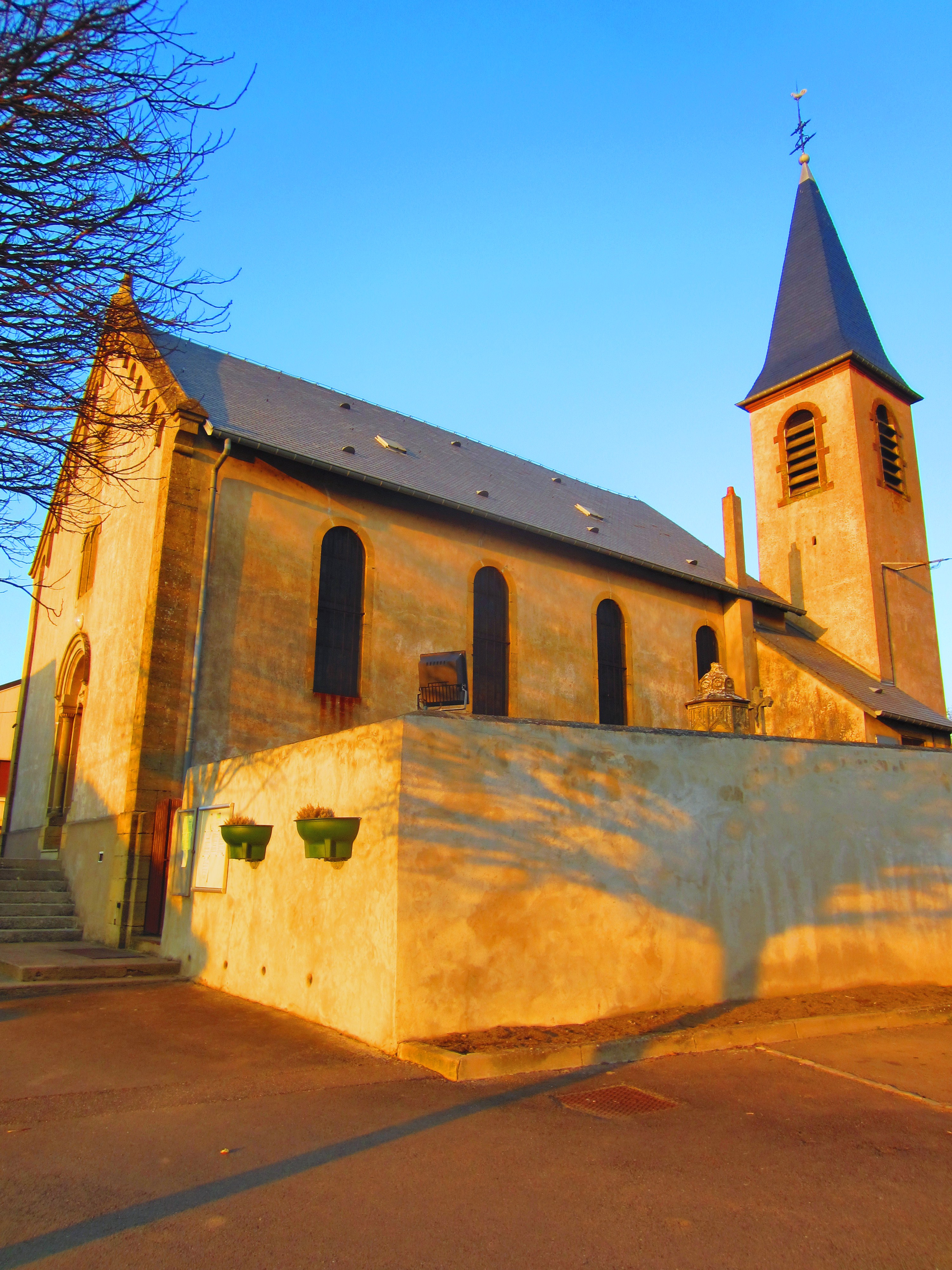
Chapelle Saint-Hubert à Metrich.
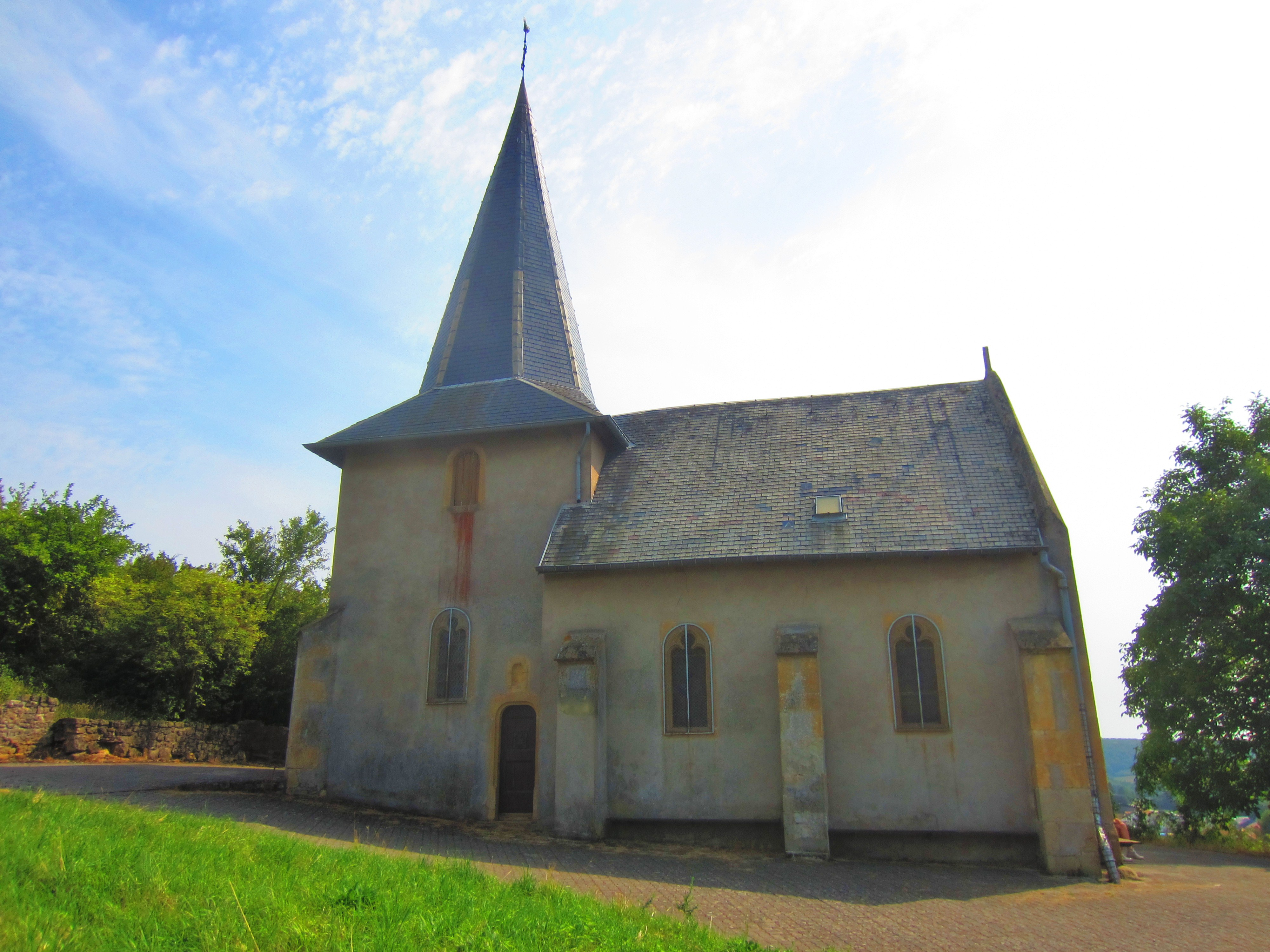
Chapelle Saint-Sébastien-Saint-Roch.
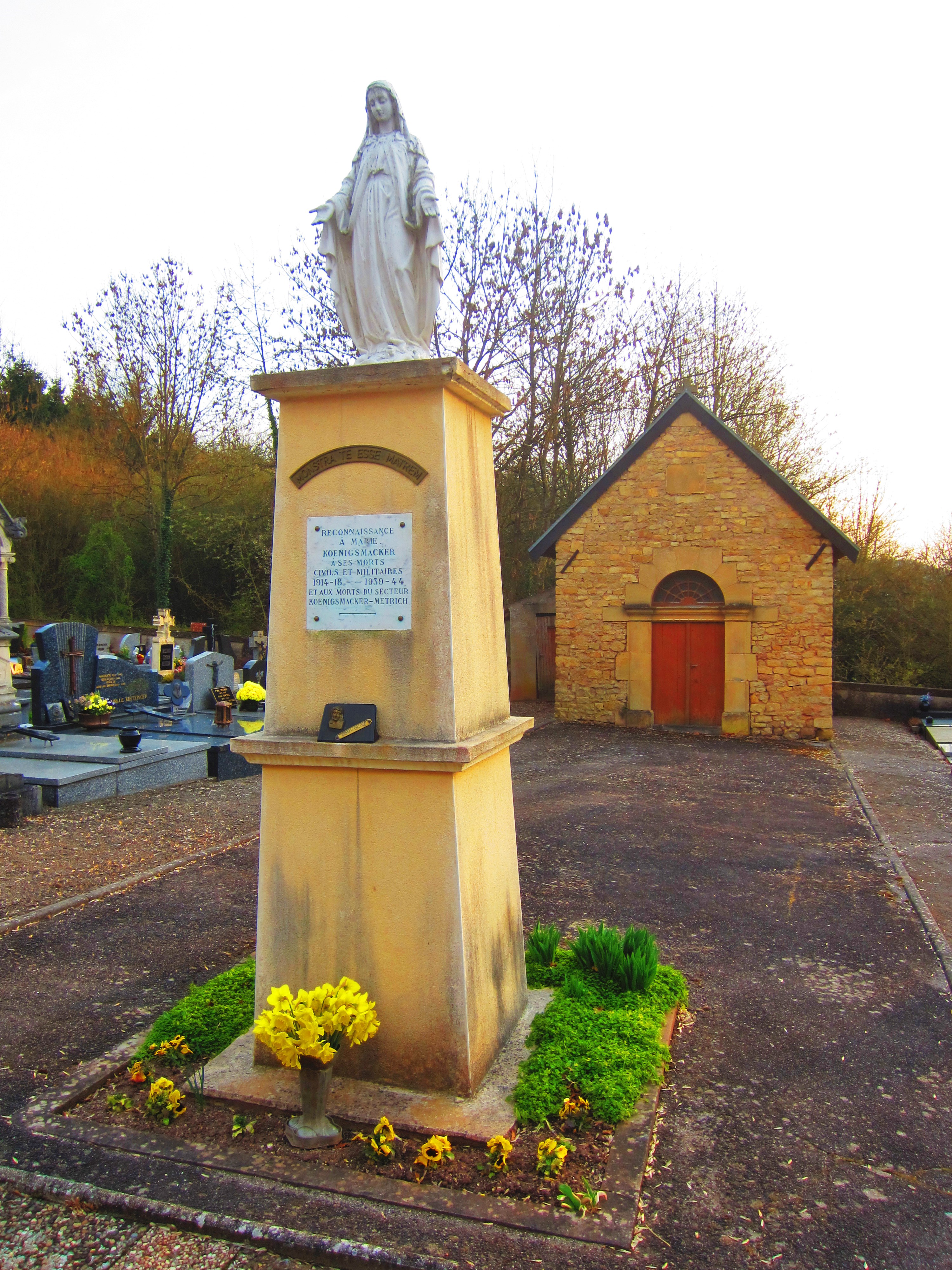
Chapelle du Sacré-Cœur-de-Marie au cimetière.

#### Ligne Maginot
L'abri du Bichel Sud de la ligne Maginot a été conçu pour permettre à 40 hommes du 167e RIF de se reposer en toute sécurité. Pour cela, l'abri était équipé de chambrées, mais aussi d'une cuisinière à bois et charbon. L'électricité fournie par deux groupes électrogènes assurait l'éclairage et la ventilation. Un système de chauffage perfectionné permettait de maintenir l'abri habitable en toutes saisons. Bien à l'abri sous deux mètres de béton, les braves fantassins de 1940 pouvaient se reposer sereinement. L'abri est rénové depuis 2002 et accessible au public depuis cette même année. Chaque année les travaux menés par les bénévoles permettent à de nouvelles pièces d'êtres mises en valeur.
Depuis 2010, l'association est responsable du Central Observation et des guérites observatoires du Bichel.
 Ouvrage militaire abandonné.

### Personnalités liées à la commune

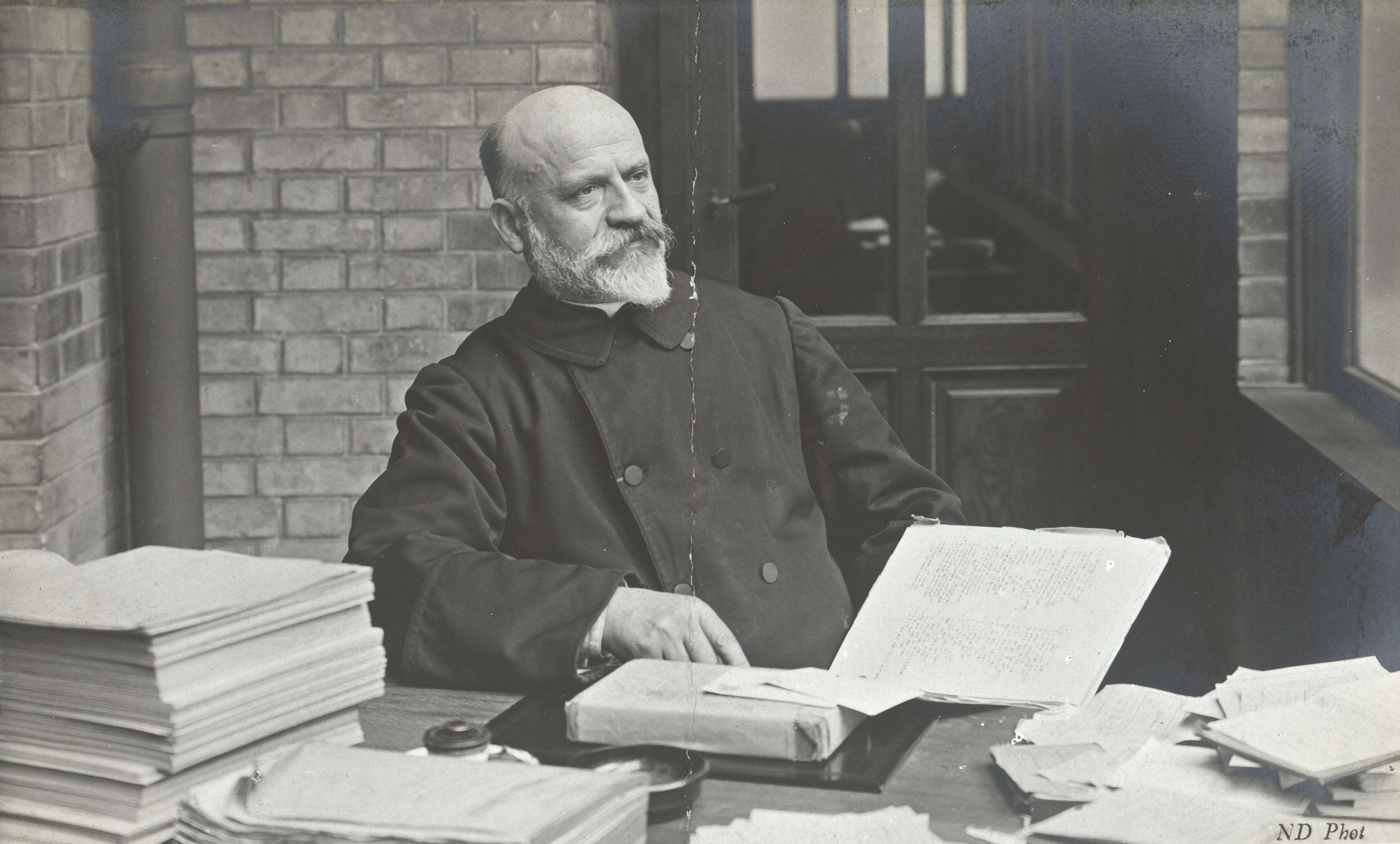
Carte postale de Jean-Vincent Scheil, Professeur d'assyriologie à l'École des hautes études (Sorbonne)

- Nicolas Francin (1735-1802), curé de la paroisse en 1768 ; évêque constitutionnel de la Moselle
- Jean-Vincent Scheil (1858-1940), assyriologue et archéologue français, né à Kœnigsmacker. A traduit le Code de Hammurabi, a enseigné de 1902 à 1933 à l'École des hautes études en Sorbonne, membre  de l'Académie des inscriptions et belles-lettres.

### Héraldique
| Blason de Kœnigsmacker | Blason  | Parti burelé d'argent et d'azur de dix pièces, au lion de gueules à double queue, armé lampassé et couronné d'or et de gueules à une crosse et à une hache d'or posées en sautoir, au chef cousu d'azur chargé d'une croisette d'or. |
| Blason de Kœnigsmacker | Détails | |